# Ugo Riccarelli
Ugo Riccarelli (Cirié, 3 dicembre 1954 – Roma, 21 luglio 2013) è stato uno scrittore italiano.

## Biografia
Nato a Cirié, in provincia di Torino, nel 1954, figlio di genitori di origini toscane, e fin da bambino ha cominciato a soffrire di problemi polmonari; ha frequentato la Facoltà di Filosofia presso l'Università degli Studi di Torino.
Sempre a Cirié ha vissuto le sue prime esperienze di lavoro prima nella Biblioteca Civica e poi nell'Ufficio di Collocamento.
Nel 1979 si è sposato per la prima volta e da questo matrimonio ha avuto una figlia, nata nel 1985.
Nel 1986, per cercare un clima più favorevole alle sue condizioni di salute, si è trasferito a Pisa dove ha lavorato presso l'azienda dei telefoni di stato, presso la Biblioteca comunale e infine nell'Ufficio stampa del Comune di Pisa.
Nel 1990 si è sottoposto in Inghilterra ad un doppio trapianto di cuore e polmoni che ha segnato fortemente tutta la sua vita.
Ritornato a Pisa dall'Inghilterra, dopo qualche tempo si è separato dalla moglie ed ha cominciato, con la figlia, a far parte di un nuovo nucleo familiare che ha positivamente inciso, in quanto sprone e sostegno, sulla sua produzione letteraria.
Nel 1995, su incoraggiamento di Antonio Tabucchi, ha pubblicato il suo primo romanzo, Le scarpe appese al cuore, nato dall'esperienza del trapianto.
Nel 1998 ha vinto il Premio "Selezione Campiello" con il romanzo Un uomo che forse si chiamava Schulz.
Trasferitosi nella capitale, dal 2002 ha lavorato presso il Comune di Roma, prima nello staff del sindaco Walter Veltroni e dal 2008 all'Assessorato alla Cultura dove ha curato i rapporti con l'Associazione Teatro di Roma.
Nel 2003 si è sposato con Roberta, sua compagna da quattro anni con la quale è vissuto fino alla fine.
Nel 2004 ha vinto il Premio Strega con Il dolore perfetto.
È morto il 21 luglio 2013 all'età di 58 anni a Roma dove viveva con la moglie.
Il 7 settembre 2013, poco dopo la sua morte, ha vinto il Premio Campiello con L'amore graffia il mondo che, per la prima volta nella storia del concorso, gli viene assegnato postumo.
È stato anche autore di testi teatrali e di spettacoli radiofonici e alcuni suoi racconti sono stati letti in radio.
Ha collaborato con la RAI, con diverse testate giornalistiche e riviste tra le quali La Repubblica, Il Sole 24 Ore, Diario, Grazia, Il Tirreno, Corriere della Sera. I suoi libri sono tradotti in francese, spagnolo, inglese, tedesco, olandese, albanese, lituano, ebraico, coreano, greco e pubblicati in numerosi paesi.
Nel 2014 è stata costituita l'Associazione Ugo Riccarelli (www.associazioneugoriccarelli.it), con la finalità di ricordare Riccarelli sia per le sue opere sia per il suo grande impegno per la promozione della cultura.

## Premi
Fra i vari premi vinti:
- 1996 Premio Letterario Chianti con Le scarpe appese al cuore[3]
- 1998 Premio Selezione Campiello con Un uomo che forse si chiamava Schulz[4]
- 2000 Premio Nazionale Letterario Pisa, sezione Narrativa con Stramonio[5]
- 2001 Premio WIZO Europeen con la traduzione in francese di Un uomo che forse si chiamava Schulz
- 2002 il Premio Coni con L'angelo di Coppi[6].
- 2004 il Premio Strega[7] e il Premio Società Lucchese dei Lettori con il romanzo Il dolore perfetto
- 2007 il Premio Campiello Europa con El dolor perfecto
- 2013 il Premio Campiello con L'amore graffia il mondo[4]

## Opere
- Le scarpe appese al cuore. Storia di un trapianto, Milano, Feltrinelli, 1995. ISBN 88-07-81322-X; Milano, Mondadori, 2003. ISBN 88-04-51439-6.
- Un uomo che forse si chiamava Schulz, Casale Monferrato, Piemme, 1998. ISBN 88-384-3197-3.
- Stramonio, Casale Monferrato, Piemme, 2000. ISBN 88-384-4629-6; Torino, Einaudi, 2009. ISBN 978-88-06-19687-5.
- L'angelo di Coppi, Milano, Mondadori, 2001. ISBN 88-04-49413-1.
- Il dolore perfetto, Milano, Mondadori, 2004. ISBN 88-04-52411-1. (vincitore della 58ª edizione del Premio Strega nel 2004); Premio Campiello Europa 2006]
- Pensieri crudeli, Napoli, Libreria Dante & Descartes, 2004. ISBN 978-88-88142-64-7; Roma, Perrone, 2006. ISBN 88-6004-062-0.
- Zingare, streghe e stregoni. Diario scompaginato di un anno stregato, Milano, Telecom Italia, 2005.
- Un mare di nulla, Milano, Mondadori, 2006. ISBN 88-04-55032-5.
- Comallamore, Milano, Mondadori, 2009. ISBN 978-88-04-58533-6.
- Diletto, Roma, Voland, 2009. ISBN 978-88-6243-043-2.
- La Repubblica di un solo giorno, Milano, Mondadori, 2011. ISBN 978-88-04-60670-3.
- Ricucire la vita, Milano, Piemme Voci, 2011. ISBN 978-88-566-1683-5.
- L'amore graffia il mondo, Milano, Mondadori, 2012. ISBN 978-88-04-61627-6.
- Garrincha, Roma, Perrone, 2013. ISBN 978-88-6004-268-2.
- Lettera d'amore e d'addio, a cura di Paolo Di Paolo, Milano, Mondadori 2016. ISBN 978-88-04-66032-3